# Iljuschin Il-96
Die Iljuschin Il-96 (russisch Ильюшин Ил-96) ist ein vierstrahliges Großraumflugzeug des russischen Flugzeugherstellers Iljuschin. Der Erstflug des als Tiefdecker ausgelegten Langstreckenflugzeugs fand am 28. September 1988 in der Version Il-96-300 statt. Die Flugzeuge werden in Woronesch hergestellt. Im Jahr 2019 waren neue Flugzeuge des Typs IL-96-300 bestellt und der Typ IL-96-400M im Bau. Dessen Erstflug erfolgte im November 2023. Mit Ausnahme der staatlichen kubanischen Fluggesellschaft Cubana werden alle Flugzeuge des Typs vom russischen Staat betrieben, auch der russische Präsident Putin nutzt weiterhin Maschinen des Typs Iljuschin Il-96.

## Geschichte
Im Jahr 1986/1987 begann die Konstruktion von drei flugfähigen Prototypen und zwei Zellen (fluguntüchtige Versuchsrümpfe für Belastungstests). Den Jungfernflug absolvierte die erste fertiggestellte Testmaschine (Zulassung CCCP-96000) am 28. September 1988 vom Flugplatz auf dem Chodynkafeld, gefolgt von der zweiten Testmaschine im November 1989. Am 29. September 1992 erhielt die Serienversion der Il-96-300 nach erfolgreich abgeschlossener Flugerprobung ihre Zulassung, wobei sie damit das erste russische Flugzeug war, das keinen NATO-Codenamen mehr erhielt. Bis zu diesem Zeitpunkt waren neun Maschinen fertiggestellt und bis dahin lediglich für Testzwecke eingesetzt worden.

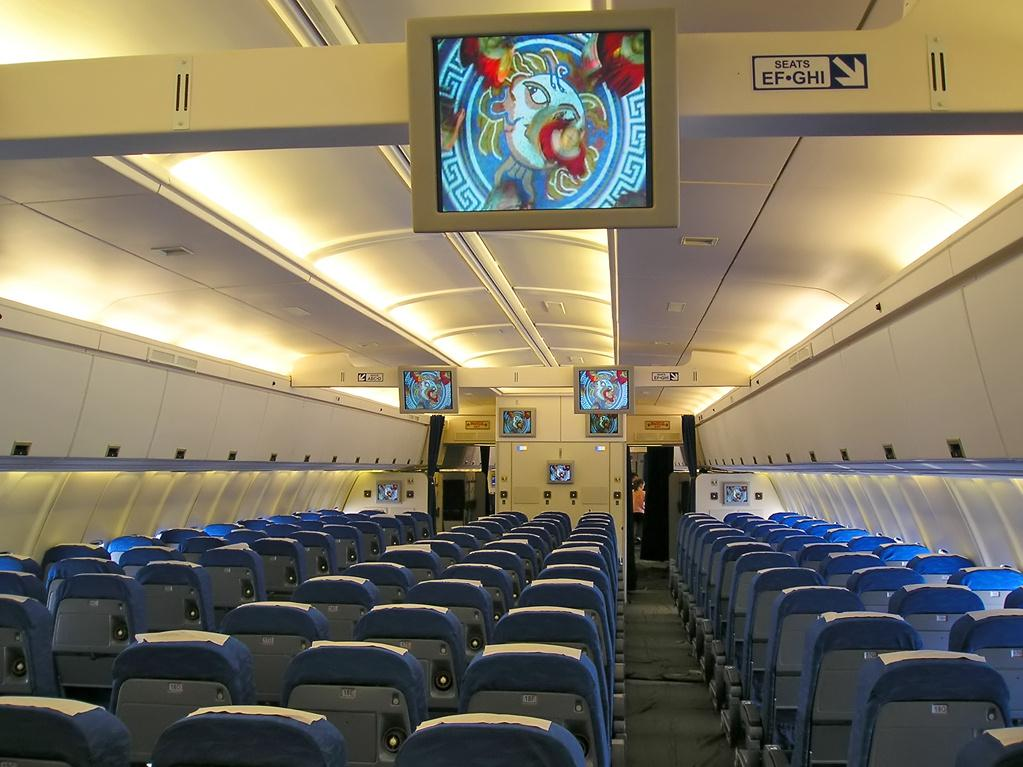
Passagierkabine einer Il-96-300 der Cubana

Gegenüber der Iljuschin Il-86 ist sie ein vollständiger Neuentwurf, auch wenn sich beide Muster bei oberflächlicher Betrachtung ähneln. Rein äußerlich kann man die Il-96 von der Il-86 durch ihre sehr viel größere Spannweite und ihr höheres Seitenleitwerk unterscheiden. Das augenscheinlichste Merkmal sind allerdings ihre Winglets. Die Il-96-300 sollte im Wettbewerb zur Airbus-A330/A340-Familie auf dem russischen Markt stehen und die alternden Il-62 der Aeroflot (und ihrer nach dem Zerfall der Sowjetunion entstandenen Splittergesellschaften) sowie unter anderem die Il-62 der Cubana und der CAAC ersetzen, womit eine Produktion mehrerer hundert Exemplare sichergestellt gewesen wäre. Auch die staatliche Fluggesellschaft der DDR, Interflug, zeigte im Planungsstadium großes Interesse, bestellte aber zunächst den Airbus A310. Stattdessen lief der Absatz nach dem Zusammenbruch des Ostblocks nur schleppend – die Il-62 wurde in den meisten Fällen weiter betrieben, und auch die russische Aeroflot, sonst Stammkunde für alle neuen Iljuschin-Typen, nahm insgesamt nur sechs Il-96-300 ab und weigerte sich, weitere sechs bestellte Exemplare abzunehmen. Der erste kommerzielle Flug fand am 14. Juli 1993 auf der Strecke von Moskau nach New York statt. Die beiden ersten und bisher einzigen Exportmaschinen werden seit 2005 (März/Dezember) von Cubana betrieben, eine davon als Präsidentenmaschine. Im April 2006 wurde ein Vertrag über die Lieferung von weiteren zwei Il-96-300 an Cubana unterzeichnet. Die CAAC, die privatisiert wurde und heute unter dem Namen Air China firmiert, stieg beim Ersatz der alternden Il-62 auf europäische und amerikanische Flugzeugmuster um.
Das 2006 gegründete OAK-Konsortium, zu dem auch Iljuschin gehört, gab im Oktober 2007 Pläne für die Umorganisation der russischen Flugzeugproduktion mit dem Ziel bekannt, die russische Luftfahrtindustrie international konkurrenzfähig zu machen. Im Rahmen dieser Pläne sollte die Herstellung der Il-96-Reihe im WASO-Werk in Woronesch zunächst mit einer Produktionsrate von drei Exemplaren pro Jahr bis 2012 fortgeführt werden. Danach sollte die Produktionslinie geschlossen und durch Herstellungskapazitäten für die Produktion des damals Iljuschin Il-214 genannten geplanten russischen Militärtransporters MTA ersetzt werden.
Am 30. März 2014 musterte Aeroflot ihre letzten Il-96 aufgrund deren bereits länger bemängelten Unwirtschaftlichkeit aus. Somit verbleibt Cubana als einziger ziviler Betreiber. Im November 2023 erfolgte der erste Testflug des modernisierten Typs Il-96-400M.

## Varianten

### Il-96-300
Die Grundversion der Il-96-300 wird von vier Awiadwigatel-PS-90A-Turbofans angetrieben und fasst bis zu 300 Passagiere.
Als einzige nicht-russische Gesellschaft setzt Cubana seit Januar 2006 Il-96-300 ein. Zunächst erhielt die Gesellschaft drei werksneue Maschinen; eine gebrauchte Il-96 der Aeroflot folgte 2014, die Beschaffung einer weiteren ist geplant (Stand 2016). Mit der Auslieferung der letzten werksneuen Il-96 an Cubana im Dezember 2006 endete auch die Produktion der Variante Il-96-300.

### Il-96-300PU

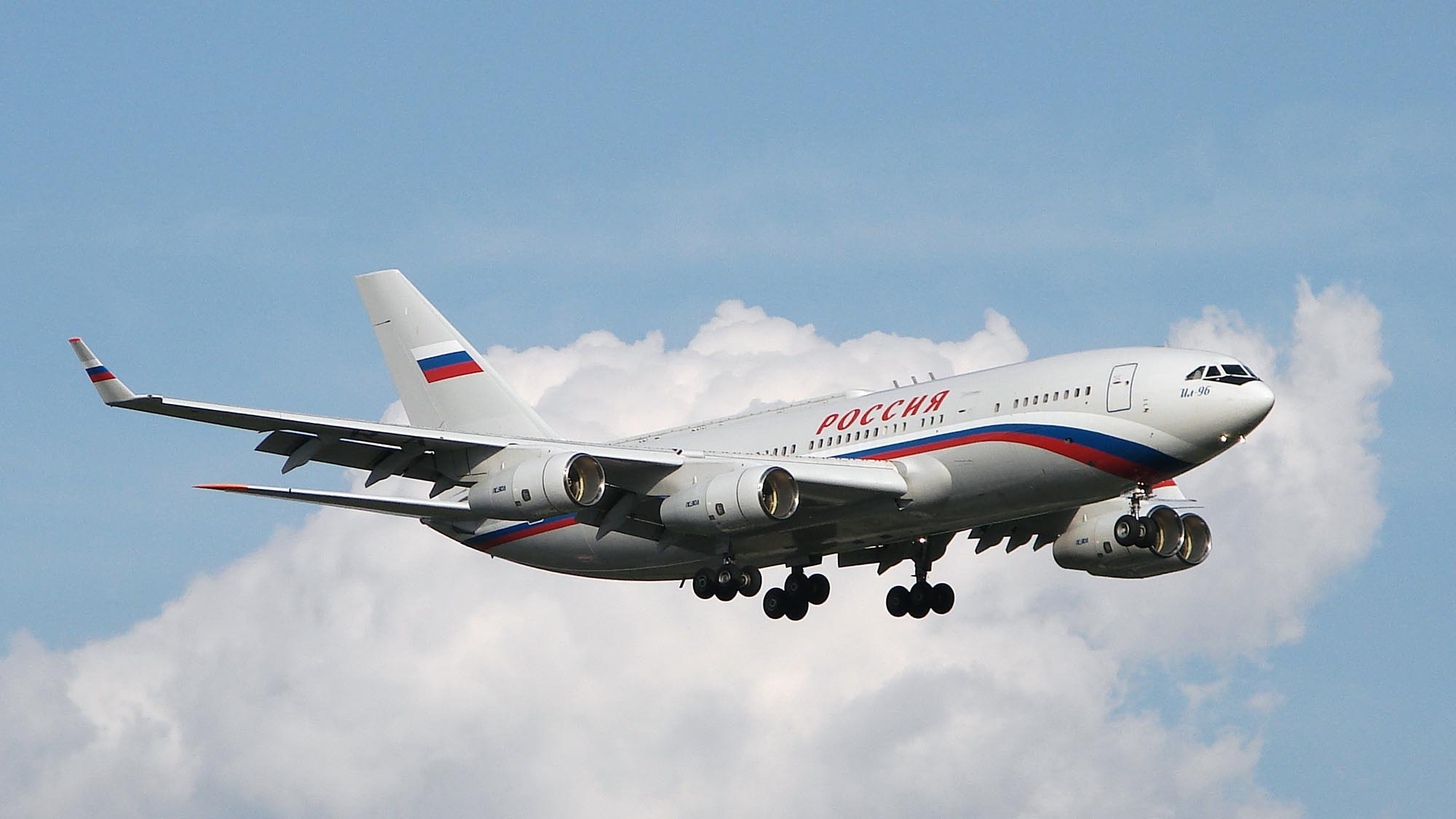
Russische Präsidentenmaschine des Typs Iljuschin Il-96-300PU im Landeanflug

Die Sonderanfertigung Il-96-300PU wurde in sieben Exemplaren als Präsidentenmaschine gebaut. Das PU steht dabei für Пункт управления (Punkt Uprawlenija; Führungsstelle).
Mit Ausnahme einer speziellen Rutsche am Bug und zusätzlicher Kommunikationsantennen auf der Oberseite des Rumpfes sind äußerlich keine Unterschiede zum Basismodell festzustellen. Die Präsidentenmaschine hat hingegen eine größere Reichweite als das Basismodell und vor allem eine 14 Tonnen schwere Kommunikationseinheit an Bord, die dem Präsidenten in Kriegsfall das Kommando auch über die nuklearen Waffen der Streitkräfte ermöglichen soll.
Das erste Flugzeug dieser Version mit dem Luftfahrzeugkennzeichen RA-96012 wurde 1995 für Boris Jelzin gebaut. Eine zweite Präsidentenmaschine mit dem Luftfahrzeugkennzeichen RA-96016 für Wladimir Putin hatte am 21. April 2003 ihren Erstflug. Darauf folgten die Maschinen mit den Luftfahrzeugkennzeichen RA-96018 (Erstflug im August 2007) und RA-96019 (Erstflug im Februar 2009), sowie weitere zwei im Jahr 2013 (Kennzeichen RA-96020 und RA-96021). Diese Flugzeuge werden vom Präsidenten und vom Ministerpräsidenten in loser Folge genutzt. Im Jahr 2015 erfolgte der Erstflug einer weiteren Maschine mit dem Luftfahrzeugkennzeichen RA-96022. 2016 wurde noch eine Il-96-300PU mit dem Kennzeichen RA-96023 an die russische Regierung bzw. die russische Flugbereitschaft übergeben.

### Il-96M & Il-96T

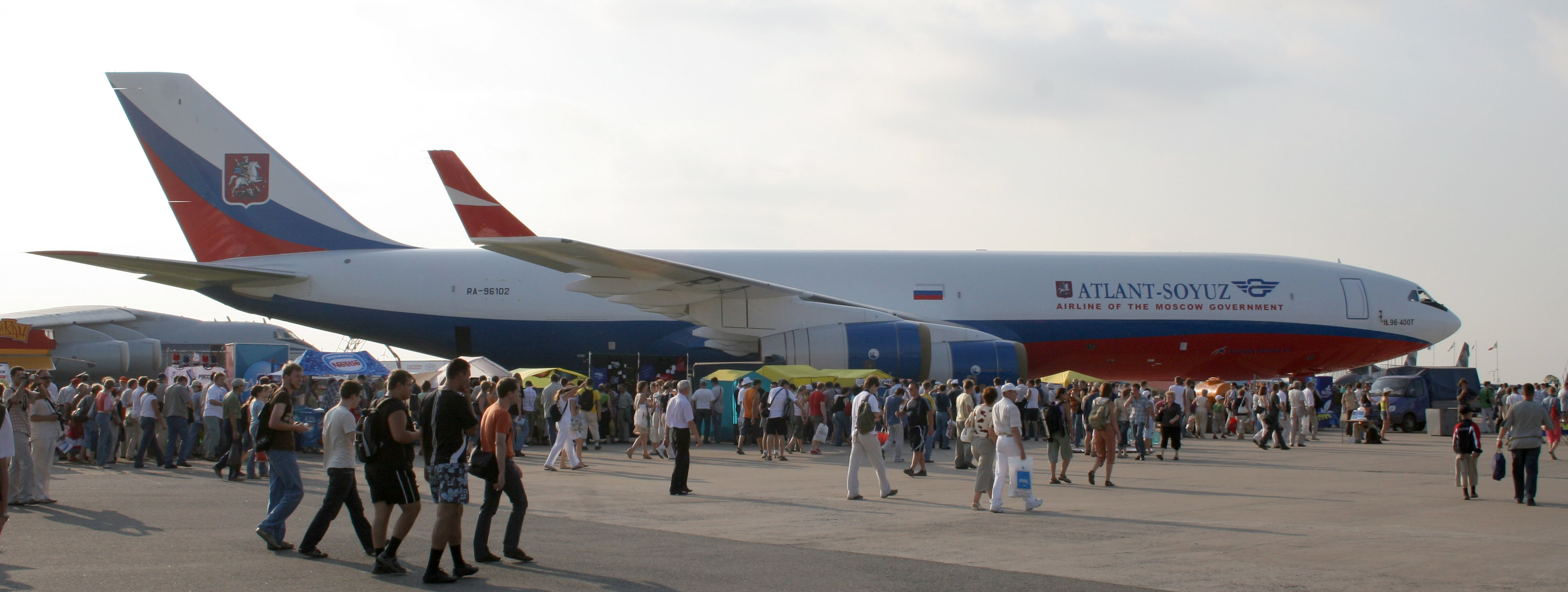
Iljuschin Il-96T

Die Il-96M ist eine um etwa neun Meter verlängerte Weiterentwicklung der Il-96-300 mit westlicher Avionik und Pratt&Whitney-PW2337-Triebwerken mit Platz für maximal 375 Passagiere in Drei-Klassen-Bestuhlung. Unter der Bezeichnung Il-96T wurde auch ein Frachter mit 3,6 Meter × 2,6 Meter großer Frachttür im Vorderrumpf entwickelt.
Um hinsichtlich Treibstoffverbrauch und Wirtschaftlichkeit konkurrenzfähiger zu westlichen Mustern zu sein, arbeitete Iljuschin bereits frühzeitig nach dem Niedergang der UdSSR an einer aktualisierten Version der Il-96, die in wichtigen Bereichen westliche Technik einsetzen sollte. Die neue Variante wurde von vier Pratt&Whitney-PW2337-Turbofans mit je 164,6 kN Schub angetrieben und mit einem neuen Rockwell-Collins-Digitalcockpit ausgestattet, durch das der Flugingenieur überflüssig wurde. Als Prototyp diente der ursprüngliche Il-96-300-Prototyp, der entsprechend verlängert und den Il-96M-Spezifikationen angepasst wurde. Er absolvierte seinen Erstflug als Il-96M am 5. April 1993.
Die erste Il-96T, gleichzeitig die erste neu gebaute Il-96 der M/T-Baureihe, absolvierte ihren Erstflug am 16. Mai 1997. Die russische Zulassung wurde im März 1998, die FAA-Zulassung im Juni 1999 erteilt. Damit war die Il-96T der erste russische Flugzeugtyp, der die offizielle Zulassung durch die US-amerikanische FAA erhielt.
Das Projekt hatte bereits früh mit Finanzierungsproblemen zu kämpfen und musste im Jahr 2001 offiziell eingestellt werden, nachdem die US-Export-Import-Bank die Gespräche zur Finanzierung der Avionik und Triebwerke beendet hatte. Zu diesem Zeitpunkt existierten lediglich die beiden Prototypen. Die bereits gelieferten und eingebauten Pratt&Whitney-Triebwerke wurden an den Hersteller zurückgegeben und bestehende Kaufverträge (unter anderem 17 Il-96M und drei Il-96T für Aeroflot) storniert.

### Il-96-400 & Il-96-400T

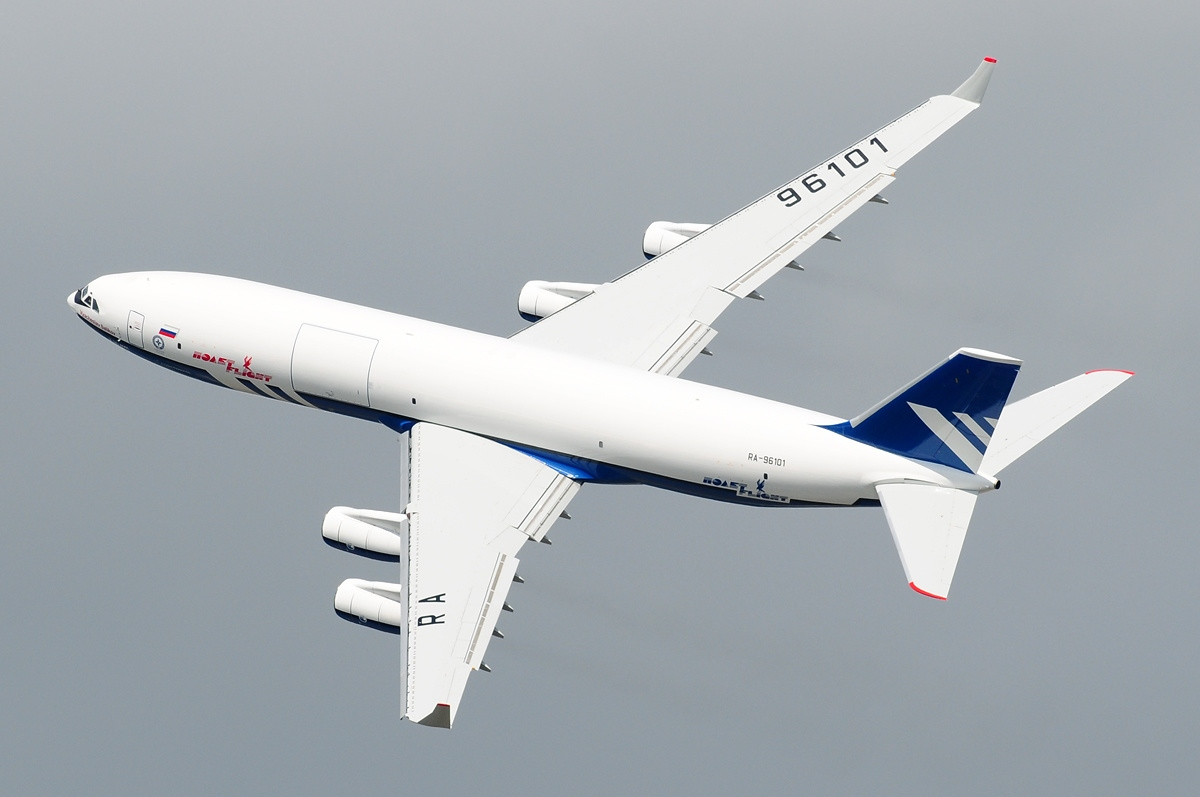
Iljuschin Il-96-400T der Polet Airlines im Jahr 2009

Die Il-96-400 ist eine auf der Il-96M basierende Variante mit gegenüber der ursprünglichen Il-96-300 ebenfalls um rund neun Meter verlängertem Rumpf, der bis zu 375 Passagieren in Drei-Klassen-Bestuhlung Platz bietet. Darüber hinaus wird unter der Bezeichnung Il-96-400T ein auf der Il-96T basierender reiner Frachter mit 3,6 × 2,6 Meter großer Frachttür im Vorderrumpf angeboten. Im Gegensatz zur Il-96M/T verfügt die Il-96-400(T) über vier Awiadwigatel-PS-90-A1-Turbofan-Triebwerke und Avionik russischer Hersteller.
Nachdem das Projekt, die Il-96 zur Steigerung der Wirtschaftlichkeit mit westlichen Komponenten auszustatten, an Finanzierungsproblemen gescheitert war und alle bereits installierten westlichen Komponenten wieder an die Hersteller zurückgegeben werden mussten, war Iljuschin gezwungen, den Il-96M-Prototyp wieder mit Triebwerken und Avioniksystemen russischer Bauart auszustatten. Iljuschin beschloss in der Folgezeit, diesen Prototyp als Basis für eine neue Variante mit der Serienbezeichnung -400 zu nutzen. Die Il-96-400 wurde zum ersten Mal Mitte 2001 offiziell angekündigt; wie schon zuvor bei der Il-96M/T waren sowohl eine Passagier- wie auch als Frachtversion geplant, letztere als Il-96-400T.
Der Prototyp wurde weiter modifiziert und mit verbesserten Awiadwigatel PS-90-A1-Triebwerken mit einem Schub von jeweils 171 kN ausgestattet. Ursprünglich war geplant, die einzige gebaute Il-96T im Laufe des Jahres 2001 entsprechend den Spezifikationen der Il-96-400T anzupassen und Anfang 2002 an Atlant-Sojus Airlines auszuliefern. Diese ursprüngliche Planung wurde jedoch nicht eingehalten. Das Projekt musste in der Folgezeit verschiedene Finanzierungsprobleme bewältigen und einen herben Rückschlag verzeichnen, als sich Aeroflot gegen neue Il-96-400T und für gebrauchte McDonnell Douglas DC-10-40 entschied.
Anfang 2006 wurde schließlich mit der Produktion der ersten Il-96-400T begonnen, die Anfang 2007 an die beiden Erstkunden Atlant-Sojus Airlines und AirBridge Cargo, die zwei bzw. zehn Exemplare bestellt haben, ausgeliefert werden sollten. Die aserbaidschanische Silk Way Airlines hat außerdem eine Absichtserklärung über zehn Il-96-400T abgeschlossen. Die ersten Aufträge für die Passagiervariante wurden im August bekanntgegeben, als die Regierung von Simbabwe erklärte, dass sie fünf Il-96-400 für die staatliche Air Zimbabwe beschaffen werde.
Das russische Verteidigungsministerium deutete im Januar 2006 an, dass man dazu tendiere, die auf der Il-96-400T basierenden Entwürfe Il-96-400WT und -400WKP als zukünftige strategische Tankflugzeuge auszuwählen. Man geht von einem Bedarf an etwa 20 bis 40 Exemplaren aus und Iljuschin hofft auf Exportchancen für weitere etwa 60 Maschinen nach China oder Indien.
Im August 2006 kündigte Iljuschin an, nach der Lieferung der noch offenen Bestellungen die Produktion der Il-96-300 einzustellen und fortan ausschließlich die Varianten Il-96-400 und Il-96-400T zu produzieren. Derzeit wird für die nächsten Jahre eine jährliche Produktion von zehn Il-96 geplant und es gibt Gespräche mit Rolls-Royce, deren Trent-Triebwerke zu nutzen, um die Exportchancen des Typs zu steigern.
Die erste für einen Kunden vorgesehene Il-96-400T absolvierte ihren Erstflug am 14. August 2007 und wurde wenig später an Atlant-Sojus Airlines ausgeliefert.
Insgesamt blieb die Nachfrage hinter den Erwartungen zurück. Einschließlich der Prototypen wurden nur vier Exemplare der Il-96-400(T) produziert. Hauptbetreiber der Variante -400(T) war Polet Airlines; mit deren Konkurs verbleibt nach Stand September 2016 die russische Regierung als einziger Betreiber der Il-96-400(T). Im März 2023 wurde bekannt, dass zwei der ehemaligen Polet-Frachter wieder flugtüchtig werden und an AirBridgeCargo übergeben werden sollen.

### Il-96-400TS
Es handelt sich um Luftbetankungflugzeuge auf Basis der zivilen Il-96-400, die ebenso wie die Il-78 mit Luftbetankungsbehältern UPAS-1 (russisch УПАЗ-1, унифицированный подвесной агрегат заправки, Transkription: unifizirowanny podwesnoi agregat saprawki, vereinheitlichter untergehängter Luftbetankungsbehälter) ausgerüstet werden sollen. Die Treibstoffladung beträgt mehr als 65 t. Die russischen Luftstreitkräfte bestellten zwei Stück. 2017 wurde das Programm wegen Kostenüberschreitung gestoppt.

### Il-96-500T (Projekt)
Dieses projektierte Frachtflugzeug auf Basis der Il-96-400 hat einen um 80 cm verlängerten Rumpf und ein vergrößertes Rumpfoberteil. Der Bug kann nach rechts geklappt und das Flugzeug vorn zur Beladung abgesenkt werden. Die Rumpfhöhe beträgt 10,7 m, die -länge 64,7 m und die Höhe am Leitwerk 25,7 m. Bei einer maximalen Startmasse von 270 t soll die Nutzlast 80 t bei einer Reisegeschwindigkeit von 760 km/h und einer Reichweite von 4360 km betragen. Gerechnet wird mit einer Nachfrage von etwa 16 Flugzeugen, darunter 6 für die russischen Streitkräfte und 4 für die Raumfahrtbehörde Roskosmos. Geplant ist eine Auslieferung in den Jahren 2026–2034.

### Il-96-550 (Projekt)
Ein Iljuschin-Projekt aus den 1990er-Jahren. Entwurf einer Maschine, die bis zu 550 Passagiere auf zwei Decks aufnehmen und somit dem Airbus A380 Konkurrenz machen sollte. Das Projekt gilt mittlerweile als eingestellt.

### Il-98 (Projekt)
Seit etwa 1995 untersucht Iljuschin die Möglichkeit, auf Basis der Il-96 eine zweistrahlige Passagier- und Frachtmaschine mit der Bezeichnung Il-98 zu entwickeln. Als Triebwerke wurden Rolls-Royce Trent 800, Pratt & Whitney PW4000 und General Electric GE90 ins Auge gefasst.
Insbesondere nach dem endgültigen Scheitern des Il-96M/T-Projekts war es lange still um das Projekt und es wurde angenommen, dass es nicht weiterverfolgt wird. Im Februar 2006 wurde jedoch bestätigt, dass das Konzept grundsätzlich fortbestehe und man untersuche, ob ausreichendes Kundeninteresse vorhanden sei.
Am 20. März 2010 bestätigte das OAK-Konsortium, unter dem die Tätigkeiten der russischen Luftfahrtindustrie zusammengefasst wurden, die Teilnahme am Tankerwettbewerb KC-X der USAF mit einer auf Luftbetankung umgerüsteten Variante der Il-98. Konkurrenten waren Tankerversionen der Boeing 767 und der Airbus A330. Die Entscheidung fiel im Februar 2011 zugunsten der 767-basierten KC-46.

### Il-96-400M und Ausblick
Laut einem „Informanten“ im Jahr 2016 soll Russland in Zusammenarbeit mit China „auf Basis“ der Il-96 ein neues Langstreckenflugzeug, die CRAIC CR929, planen. Schon 2012 war von einer solchen Zusammenarbeit die Rede, „auf Basis“ der Il-96.
Die Il-96-400M hat noch keinen Käufer gefunden. Laut dem Flugzeugbauer wurde zunächst im Januar 2020 mit der letzten Bauphase des Prototyps begonnen. Allerdings hatte bis dahin keine Fluggesellschaft eine Bestellung für das erneuerte Großraumflugzeug aufgegeben. Angeblich sollen die russischen Streitkräfte zwei Maschinen des Typs erhalten, die zu fliegenden Kommandostationen analog zur Boeing E-4 der US-Streitkräfte umgebaut werden sollen. Der Erstflug der Il-96-400M fand am 1. November 2023 statt. Die Il-96-400M ist eine modernisierte Version der Il-96-300 (ursprünglicher Erstflug 1988), sie verfügt über einen um 9,35 m verlängerten Rumpf, PS-90A3M-Triebwerke und hat eine Reichweite von 8100 km und bietet Platz für bis zu 370 Passagiere.
Ab 2024 wird erwogen mit der Zertifizierung des PD-35-Triebwerkes wieder an einem überarbeiteten zweimotorigen vollkommen russischen Derivat der IL 96 (?98?)-400 zu arbeiten.

## Aktuelle Betreiber
Mit Stand Juli 2018 waren 15 Il-96 im aktiven Dienst sowie vier vorübergehend abgestellt:
| Betreiber                           | Typ          | Im Einsatz | Bestellt | Abgestellt |
| ----------------------------------- | ------------ | ---------- | -------- | ---------- |
| Cubana de Aviación                  | Il-96-300    | 1          | –        | 3          |
| Flugforschungsinstitut M. Gromow    | Il-96-300    | –          | 1        | -          |
| Rossija (Regierungsflotte)          | Il-96-300    | 12         | –        | 1          |
| Russischer Geheimdienst             | Il-96-400    | 1          | –        | –          |
| Russisches Verteidigungsministerium | Il-96-400WPU | 1          | -        | –          |
| Gesamt                              |              | 15         | 1        | 4          |

## Ehemalige Betreiber
| Betreiber           | Typ        | Im Einsatz | Bestellt | Abgestellt |
| ------------------- | ---------- | ---------- | -------- | ---------- |
| Aeroflot            | Il-96-300  | –          | –        | 10         |
| Domodedovo Airlines | Il-96-300  | –          | –        | 3          |
| Polet Airlines      | Il-96-400T | –          | –        | 3          |
| KrasAir             | Il-96-300  | –          | –        | 2          |
| Gesamt              |            |            |          | 18         |

## Zwischenfall
Am 3. Juni 2014 fing eine außer Betrieb gesetzte und auf dem Flughafen Moskau-Scheremetjewo abgestellte Il-96 der Aeroflot aufgrund angeblicher Selbstentzündung im Cockpit Feuer und brannte aus. Am Flugzeug entstand Totalschaden, Menschen wurden nicht verletzt.

## Kritik
Die Il-96-300 hat gegenüber ihren westlichen Mitbewerbern erhebliche Nachteile in der Wirtschaftlichkeit. Aeroflot betrieb zwar längere Zeit sechs Il-96-300 und hatte weitere sechs Exemplare bestellt, hat jedoch die Abnahme der weiteren Maschinen, deren Auslieferung ab 2006 vorgesehen war, verweigert und die vorhandenen Maschinen im April 2014 ausgemustert.
Von Anfang August 2005 bis zum 3. Oktober 2005 waren alle im Betrieb befindlichen Flugzeuge des Typs Iljuschin Il-96-300 für kurze Zeit stillgelegt, da es mehrere Vorfälle mit dem Bremssystem gab, unter anderem an der Maschine des russischen Präsidenten. Im Zuge der Stilllegung und Wiederinbetriebnahme wurden unter anderem der Produktionschef Wjatscheslaw Salikow und der Il-96-Chefkonstrukteur Wjatscheslaw Terentiew entlassen.

## Technische Daten
| Kenngröße                               | Il-96-300                           | Il-96M                                 | Il-96T                                 | Il-96-400                                          | Il-96-400T                                         |
| --------------------------------------- | ----------------------------------- | -------------------------------------- | -------------------------------------- | -------------------------------------------------- | -------------------------------------------------- |
| Besatzung (Pilotenkanzel)               | 3                                   | 2                                      | 2                                      | 2 (optional 3)                                     | 2 (optional 3)                                     |
| Länge                                   | 55,3 m                              | 64,7 m                                 | 63,9 m                                 | 63,9 m                                             | 63,9 m                                             |
| Spannweite                              | 57,6 m                              | 60,1 m                                 | 60,1 m                                 | 60,1 m                                             | 60,1 m                                             |
| Höhe                                    | 17,6 m                              | 15,7 m                                 | 15,7 m                                 | 15,7 m                                             | 15,7 m                                             |
| Rumpfdurchmesser                        | 6,08 m                              | 6,08 m                                 | 6,08 m                                 | 6,08 m                                             | 6,08 m                                             |
| Flügelfläche                            | 392 m²                              | 392 m²                                 | 392 m²                                 | 392 m²                                             | 392 m²                                             |
| Flügelstreckung                         | 8,5                                 | 9,2                                    | 9,2                                    | 9,2                                                | 9,2                                                |
| Passagiere * / Fracht                   | 300 / 262 / 235                     | 436 / 386 / 315                        | 92 t                                   | 436 / 386 / 315                                    | 92 t                                               |
| Maximale Startmasse                     | 250 t                               | 270 t                                  | 270 t                                  | 265 t                                              | 265 t                                              |
| Reisegeschwindigkeit                    | 870 km/h                            | 870 km/h                               | 870 km/h                               | 870 km/h                                           | 870 km/h                                           |
| Dienstgipfelhöhe                        | 12.000 m                            | 12.000 m                               | 12.000 m                               | 12.000 m                                           | 12.000 m                                           |
| Maximale Reichweite                     | 13.500 km                           | 11.500 km                              | 14.000 km                              | 12.300 km                                          | 14.000 km                                          |
| Reichweite (ca.) mit Beladung           | 11.000 km (262 Passagiere)          |                                        | 9.700 km (58 t)                        | 11.200 km (247 Passagiere)                         | 11.000 km (40 t) 7.400 km (70 t)                   |
| Reichweite (ca.) mit maximaler Beladung | 9.000 km                            | 6.100 km                               | 5.200 km                               | 5.600 km                                           | 4.800 km                                           |
| Antrieb                                 | 4 Awiadwigatel PS-90A mit je 160 kN | 4 Pratt & Whitney PW2337 mit je 170 kN | 4 Pratt & Whitney PW2337 mit je 170 kN | 4 Awiadwigatel PS-90A/A2 Turbofans mit max. 171 kN | 4 Awiadwigatel PS-90A/A2 Turbofans mit max. 171 kN |
| Minimale Startbahnlänge                 | 3.150 m                             | 2.600 m                                | 2.600 m                                | 2.700 m                                            | 2.700 m                                            |
| Minimale Landebahnlänge                 | 2.100 m                             | 1.650 m                                | 1.650 m                                | 1.650 m                                            | 1.650 m                                            |